# Alamillo
Alamillo – gmina w Hiszpanii, w prowincji Ciudad Real, w Kastylii-La Mancha, o powierzchni 67,29 km². W 2011 roku gmina liczyła 517 mieszkańców.